# Stuart Laing
Stuart Laing, född 28 november 1969 i London, England, är en brittisk skådespelare. Laing har bland annat medverkat i Berkeley Square, Kör hårt! och Cambridge Spies.

## Filmografi i urval
- 1993–2016 – Casualty (TV-serie)
- 1994–2010 – The Bill (TV-serie)
- 1996 – Tillbaka till Aidensfield (TV-serie)
- 1998 – Berkeley Square (TV-serie)
- 2001 – In a Land of Plenty (Miniserie)
- 2003 – Kör hårt! (TV-serie)
- 2003 – Murphy's Law (TV-serie)
- 2003 – Cambridge Spies (Miniserie)
- 2003 – Poirot (TV-serie)
- 2004 – Spooks (TV-serie)
- 2004–2008 – Holby City (TV-serie)
- 2005 – Mord i sinnet (TV-serie)
- 2006 – Kommissarie Lynley (TV-serie)
- 2006–2007 – EastEnders (TV-serie)
- 2009 – Brottet och straffet (TV-serie)
- 2010–2016 – Doctors (TV-serie)
- 2014 – Father Brown (TV-serie)
- 2015 – Tyst vittne (TV-serie)
- 2020 – Hem till gården (TV-serie)
- 2020 – Ett fall för Vera (TV-serie)